# Małuszów (województwo lubuskie)

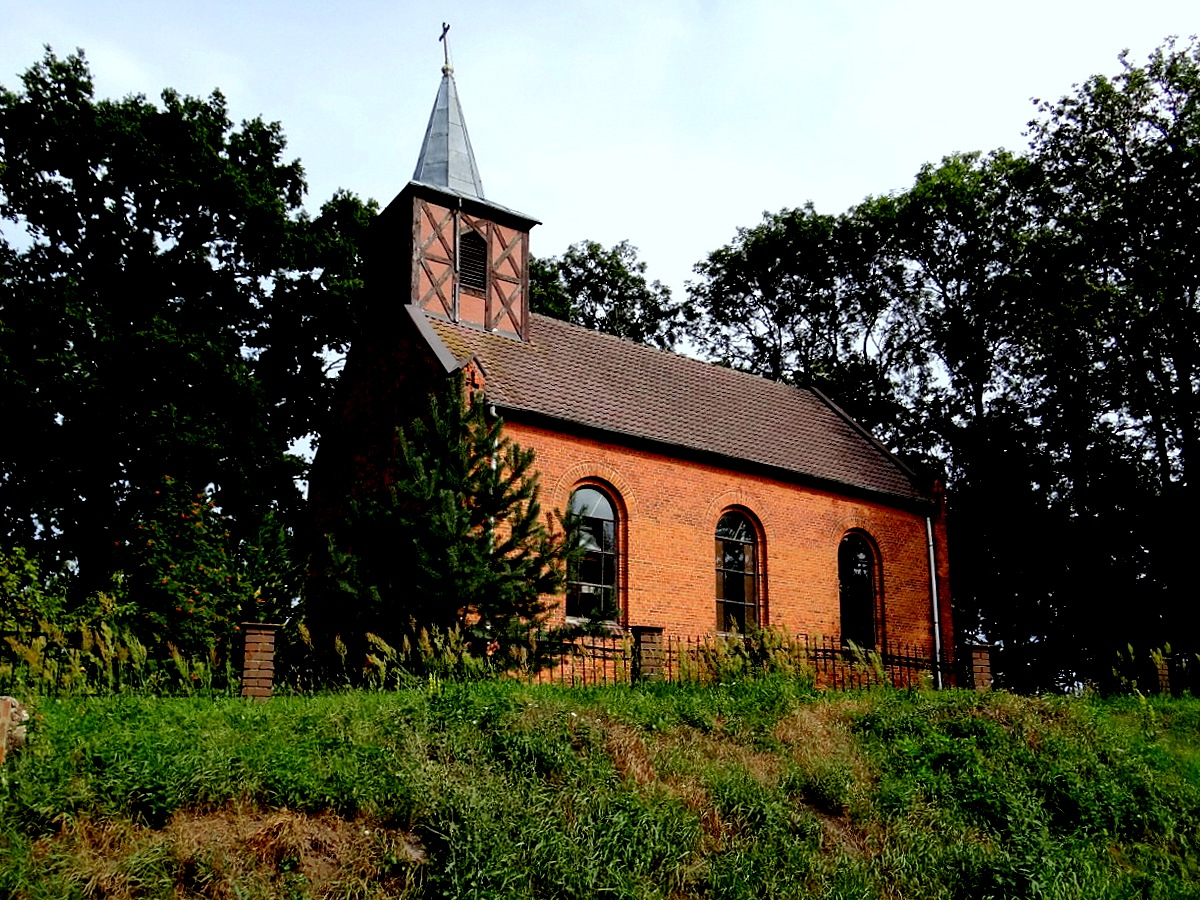
Kościół św. Andrzeja Boboli

Małuszów – wieś w Polsce położona na południe od Sulęcina, przy drodze wojewódzkiej nr 138, w województwie lubuskim, w powiecie sulęcińskim, w gminie Sulęcin.
W latach 1975–1998 miejscowość administracyjnie należała do województwa gorzowskiego.
W Małuszowie znajduje się filialny kościół parafii w Torzymiu pw. św. Andrzeja Boboli.